# Parti de l'avant-garde du peuple
Le Parti de l'avant-garde du peuple, ou Parti d'avant-garde populaire (en espagnol : Partido Vanguardia Popular ; PVP), est un parti politique communiste du Costa Rica, fondé en 1931. Le parti n'est porté au gouvernement qu'en 1944, alors que Teodoro Picado Michalski, candidat du Bloc de la Victoire (es), une coalition politique dans laquelle participait le PVP remporte les élections.  
De 1931 à 1947, le parti publie Trabajo, un journal communiste. La publication actuelle du PVP est El Popular. 

## Histoire
Le Parti de l'avant-garde du peuple (PVP) est fondé en 1931 par le dirigeant communiste Manuel Mora Valverde sous le nom de Parti des travailleurs et des agriculteurs. Il est néanmoins rapidement renommé Parti communiste du Costa Rica (en espagnol : Partido Comunista de Costa Rica). C'est cependant en 1943 que le parti est rebaptisé en son nom actuel, afin de faciliter son alliance avec l'Église catholique et le gouvernement, dont le parti soutenait les politiques réformistes.
En 1949, le parti est interdit. Ses militants commencent à travailler sous le nom de « Partido Acción Socialista Obrera ».
Au milieu des années 1960, le Département d'État américain estime le nombre de membres du parti à environ 300.
En 1970, le parti peut à nouveau contester les élections,[citation nécessaire].
En 1984, une grave crise interne éclate au sein du parti. Lors du 14e congrès du parti, deux des députés du parti, Arnoldo Ferreto Segura et Humberto Vargas Carbonell prennent la direction du parti et déposent Manuel Mora (qui dirigeait le parti depuis 1934). Les partisans de Manuel Mora ont continué à utiliser le nom PVP, il y avait donc deux partis portant le même nom. En 1984, le parti de Mora prend le nom de Parti populaire costaricien.